# 부여충
부여충(扶餘忠, ? ~ ?)은 백제 말기의 왕족이다.

## 생애
의자왕의 아들이다. 의자왕의 서자로 된 41명의 좌평(佐平) 중 한 명으로 추정된다. 백제 멸망 이후 무리를 모아 부흥운동을 전개하였으나, 이른바 백촌강(白村江)의 패전 이후 왜로 망명하였다.

## 가계
- 부왕 : 의자왕

## 참조
- 문헌비고(文獻備考)